# The Song of Glory
The Song of Glory (em chinês: 锦绣南歌; pinyin: Jǐnxiù nán gē) é uma telenovela chinesa de drama e romance dirigida por Huang Bin e Li Huizhu e estrelada por Li Qin, Qin Hao e Gu Jiacheng. Foi ao ar entre 1° de julho e 28 de agosto de 2020 na plataforma de streaming Tencent Video e é baseada no mesmo romance que deu origem a The Princess Weiyoung. Conta a história da guerreira Li Ge e do governador Liu Yikang que, após muitos confrontos, se casam para defender seu país de forças corruptas e criar uma sociedade pacífica e próspera. Apesar das críticas mistas, em 22 de novembro de 2021 The Song of Glory venceu o prêmio Emmy Internacional de melhor telenovela, se tornando a primeira produção chinesa a conquistar tal feito.

## Enredo
Durante a dinastia Liu Song, aristocratas poderosos tomaram o controle do governo, deixando o país numa situação de caos. Para mudar a situação, o príncipe-regente Peng Cheng (Qin Hao) introduz as bases para uma reforma política. Para enfraquecer as elites, ele se casa com a filha mais velha da família militar Shen (Li Qin). No entanto, ela não é quem ele pensa ser. Shen Jia é, na verdade, Li Ge, uma órfã criada por um mestre em artes marciais para se vingar pela morte de sua família, provocada por Peng Cheng e pelo influente ministro da guerra Lu Yuan (Qi Ji). Após uma tentativa fracassada de assassinar o príncipe-regente, Li Ge assume a identidade de sua irmã no orfanato, A Nu (Li Zhao). A Nu havia sido roubada da família Shen quando ainda era um bebê. Após o casamento, Li Ge ajuda o príncipe Peng Chen a implementar sua reforma política. No entanto, os aristocratas reagem e massacram a família Shen. Acometida pela dor, Li Ge promete se vingar daqueles que atacaram sua nova família.

## Elenco

### Principal
- Li Qin como Li Ge / Shen Jia
- Qin Hao como Liu Yikang
- Gu Jiacheng como Liu Yixuan

### Recorrente
| - Qi Ji como Lu Yuan - Zhang Yameng como Consort Fei - Guan Xueying como Shen Leqing - Eddie Cheung como Shen Tingzhang - Deng Ying como Sr. Shen - Li He como Shen Zhi - Ren Yunjie como Shen Feng - Long Zhengxuan como Wang Zijin - Cai Yida como Chen Shaoxun - Tan Jianchang como Xu Lin - Lu Zhanxiang como Kong Cheng - Wang Cha como Wang Mian - Li Guangfu como Cui Taifu - Li Jianyi como Sra. Xie - Li Taiyan como Xie Hao - Du Yuchen como Xie Yunzhi - Chen Lianping como Lu Yandi - Tian Xiwei como Lu Wan | - Gao Guangze como Xue Dai - Cheng Shuonan como San Bao - Yang Zhen como Xu Zhan - Liu Hanyang como Ji Shu - Hu Bo como Huo Yun - Liu Shu como Fang Qing - Guan Yue como Xiao Xin - Li Zhao como A Nu - Wang Xiao como A Ling - Li Jiayao como Ling Xi - Tu Liman como Chun Fang - Furou Meiqi como Hong Dan - Zhang Xinyue como Yu Yan - Qian Qianyi como Yu Chan - Wen Zhu como Mei Qi - Wei Yibo como Ting Wei - Du Ziming como Wan Jingsheng - Chen Qianduo como Yue Mei |

## Produção
A novela foi produzida pela mesma equipe por trás de The Princess Weiyoung, além de ser inspirada na segunda parte do romance A Filha Venenosa (em chinês: 庶女有毒) de Qin Jian, o mesmo livro cuja primeira parte inspirou The Princess Weiyoung.
As filmagens começaram em 15 de março de 2019 na cidade cinematográfica de Hengdian. Wen Weiji e Wang Deming atuaram como diretores das sequências de artes marciais. Shen Zhi, Shen Tingzhang e Shen Mu, em parceria com Song Zhiyan e Yuan Bin, administradores do sindicato de atores de Hengdian, organizaram mais de 200 atores locais para as filmagens. As filmagens da novela foram concluídas em 27 de julho de 2019, momento a partir do qual ela entrou na fase de pós-produção.

## Trilha-sonora
| N.º | Título                                       | Letras     | Música                 | Intérprete    | Duração |  |
| 1.  | "Shadow (影)" (Tema de abertura)             | Chen Xi    | Dong Dongdong          | Zhou Shen     | 4:06    |  |
| 2.  | "Hidden Heart (藏心)" (Tema de encerramento) | Chen Xi    | Chen Xi                | Bibi Zhou     | 4:03    |  |
| 3.  | "Unforgettable (莫失莫忘)"                   | Chen Xi    | Dong Dongdong          | Zheng Yunlong | 3:35    |  |
| 4.  | "Recount (叙)"                               | Xiao Ximei | Chen Xi, Dong Dongdong | Duan Aojuan   | 3:55    |  |
| 5.  | "Continuous obsession (念念相续)"            | Chen Xi    | Dong Dongdong          | Zhang Liange  | 3:52    |  |

Hong Kong
| N.º | Título                                                        | Letras        | Música         | Intérprete | Duração |  |
| 1.  | "Said to let go (說過放下)" (tema de abertura e encerramento) | Zhang Meixian | Zhang Jiacheng | Hana Kuk   | 3:52    |  |

## Recepção

### Crítica
A telenovela recebeu críticas mistas quando de seu lançamento original. Num artigo publicado pela Sohu, a trama foi descrita como "fraca" e "cliché", embora a atuação dos protagonistas foi descrita como isenta de falhas. Algumas cenas foram chamadas de "sem sentido" e a protagonista feminina da trama foi descrita como deficiente de desenvolvimento de personagem, tornando-a difícil de compreender pelo público. A conclusão do artigo é de que a novela "falhou em mostrar como o resultado dos processos é atingido", acrescentando que "não há razão lógica por detrás das emoções dos personagens que possa levar o público a entendê-los".
Uma crítica publicada pelo Soompi, por outro lado, foi mais favorável. Ela descreve a trama como "cativante" e "com uma história de amor apaixonante", ao mesmo passo em que elogia a "deslumbrante produção" da novela. O artigo elogiou ainda os figurinos – "memoráveis sem serem ostensivos" – e os sets – que possuem "uma decoração e uma atmosfera muito distintas". As cenas de luta, assim como vários pontos da trama – tais como a amizade feminina e a dinâmica familiar – também foram elencados como dignos de elogio.

### Audiência
Os dados abaixo se referem à audiência combinada obtida por The Song of Glory quando de sua exibição pelos canais Jade e myTV SUPER da rede TVB em Hong Kong:
| Semana          | Capítulos       | Data                                |                        |
| Semana          | Capítulos       | Data                                | Média de audiência (%) |
| --------------- | --------------- | ----------------------------------- | ---------------------- |
| 1               | 1-7             | 14-19 de setembro de 2020           | 20.3                   |
| 2               | 8-12            | 21-25 de setembro de 2020           | 19.9                   |
| 3               | 13-19           | 28 de setembro-3 de outubro de 2020 | 18.2                   |
| 4               | 20-26           | 5-10 de outubro de 2020             | 19.8                   |
| 5               | 27-31           | 12-16 de outubro de 2020            | 21.3                   |
| 6               | 32-38           | 19-24 de outubro de 2020            | 19.7                   |
| 7               | 39-43           | 26-30 de outubro de 2020            | 20.4                   |
| 8               | 44-48           | 2-6 de novembro de 2020             | 21.3                   |
| Média da novela | Média da novela | Média da novela                     | 19.8                   |

- A maior audiência está marcada em vermelho e a menor está marcada em azul.

### Prêmios e indicações
| Ano  | Prêmio                                                        | Categoria                     | Indicado          | Resultado | Ref    |
| ---- | ------------------------------------------------------------- | ----------------------------- | ----------------- | --------- | ------ |
| 2020 | Hengdian Film Festival                                        | Melhor série de TV            | The Song of Glory | Indicado  | [ 10 ] |
| 2020 | Tencent Video TV & Movie Awards                               | Série do Ano - Prêmio do júri | The Song of Glory | Indicado  | [ 10 ] |
| 2020 | China Television Drama Production Industry Association Awards | Melhor diretor(a) jovem       | Huang Bin         | Indicado  | [ 10 ] |
| 2021 | Emmy Internacional                                            | Melhor Telenovela             | The Song of Glory | Venceu    | [ 4 ]  |

## Transmissão internacional
| País          | Canal             | Data                                 | Horário                                                                              |
| ------------- | ----------------- | ------------------------------------ | ------------------------------------------------------------------------------------ |
| Coreia do Sul | Chunghwa TV       | 12 de outubro-23 de dezembro de 2020 | 2a a 6a-feira das 22:00 às 23:00                                                     |
| Hong Kong     | Jade              | 14 de setembro-6 de novembro de 2020 | 2a a 6a-feira das 20:30 às 21:30 Sábados das 20:30 às 22:30 (dois episódios por dia) |
| Malásia       | Astro TV          | 9 de julho-30 de agosto de 2020      | Todas as noites das 19:00 às 20:00                                                   |
| Taiwan        | CTi Entertainment | 26 de julho-6 de outubro de 2021     | 2a a 6a-feira das 21:00 às 22:00                                                     |